# Bunt. Sprawa Litwinienki
Bunt. Sprawa Litwinienki (ros. Бунт: Дело Литвиненко) – rosyjski film dokumentalny z 2007 roku, autorstwa Andrieja Niekrasowa i jego żony Olgi Konskiej. Niekrasow był reżyserem filmu, występuje też w nim jako narrator i autor zamieszczonych wywiadów, a Konskaja była producentką, zaś scenariusz napisali wspólnie.

## Treść

### Okoliczności powstania
Bezpośrednim powodem realizacji filmu była śmierć Aleksandra Litwinienki, byłego agenta KGB i FSB, który wyemigrował z Rosji do Wielkiej Brytanii, gdzie w 2006 zmarł w wyniku nagłej i tajemniczej choroby, która najprawdopodobniej spowodowana była zatruciem izotopem polonu. Reżyser filmu nie ukrywa swojego bardzo emocjonalnego stosunku do tego wydarzenia. Określa Litwinienkę mianem swojego przyjaciela. W filmie widać sceny, gdy odwiedza go na oddziale intensywnej terapii i pociesza jego żonę. 

### Tezy
Film stawia dwie zasadnicze tezy. Pierwsza ma szeroki charakter i dotyczący tematyki rządów w Rosji po upadku Związku Radzieckiego. Autorzy utrzymują, że realna władza w Rosji, przez cały ten okres, znajdowała się w środowisku służb specjalnych, które, w latach 90. XX wieku, wymknęły się spod kontroli polityków, a nawet same zaczęły kształtować wydarzenia polityczne. W tym kontekście, autorzy przypisują służbom (FSB) odpowiedzialność za dokonanie szeregu zamachów bombowych w Rosji (m.in. na osiedlu wieżowców mieszkalnych), które doprowadziły do wybuchu II wojny czeczeńskiej. Z filmu wynika, że te wydarzenia ułatwiły Władimirowi Putinowi, który wywodzi się z KGB i FSB, dojście do władzy, dzięki czemu służby przejęły władzę nad krajem. Miały to potwierdzać liczne nominacje na wysokie stanowiska, jakie za rządów Putina stały się udziałem ludzi z tego środowiska. Jednocześnie służby stały się organizacją przestępczą, czerpiącą krociowe zyski z wymuszeń, zbierania haraczy, przestępstw finansowych i innych czynów kryminalnych. Oskarżenia o przestępstwa padają również pod zarzutem samego Putina, który miał dopuścić się malwersacji finansowych na wielką skalę w okresie swojej pracy we władzach lokalnych Petersburga w latach 90. Autorzy przypisują mu także powiązania z kolumbijskimi kartelami narkotykowymi. 
Na tym tle opowiedziana zostaje historia samego Litwinienki, który w latach 90. pracował w antymafijnej części FSB. Szybko odkrył bliskie powiązania między mafią a swoimi przełożonymi. Razem z kolegami z wydziału, zdecydował się nagłośnić to w mediach, przez co naraził się na represje. Wszczęto przeciwko niemu kilka procesów karnych, podczas których - zdaniem filmowców - służby wpływały na sędziów. Ostatecznie, w obawie o życie swojego dziecka, Litwinienko wyjechał do Wielkiej Brytanii i w maju 2001 otrzymał tam azyl polityczny. Na emigracji wydał dwie książki opowiadające o powiązaniach służb z zamachami bombowymi i innych aspektach ich przestępczej działalności. Autorzy filmu oskarżają FSB o otrucie Litwinienki. Prezentują fragment wywiadu z oskarżanym o dokonanie tego czynu Andriejem Ługowojem, po spotkaniu z którym Litwinienko nagle zachorował, gdzie Ługowoj stanowczo zaprzecza swojemu udziałowi w otruciu Litwinienki. Film prezentuje też krytyczne wypowiedzi prezydenta Putina na temat Litwinienki. 
Film zawiera archiwalne, nieemitowane wcześnie wywiady z samym Aleksandrem Litwinienką, a także wypowiedzi jego byłych współpracowników z FSB. Wśród wypowiadających się są również m.in. wdowa po nim i jego ojciec, a także Anna Politkowska, Boris Bieriezowski czy André Glucksmann. 

## Dystrybucja
Oficjalna premiera filmu miała miejsce w maju 2007 na 60. MFF w Cannes, gdzie znalazł się on w sekcji pokazów specjalnych. W Polsce trafił do dystrybucji kinowej 31 sierpnia 2007 roku.